# Izozogia nellii
Izozogia es un género monotípico de plantas fanerógamas perteneciente a la familia Zygophyllaceae, su única especie: Izozogia nellii, es originaria de Bolivia.

## Taxonomía
Izozogia nellii fue descrita por Gonzalo Navarro Sánchez y publicado en Novon 7(1): 1–4, f. 1. 1997.